# جدایی نو
"جدایی نو" (به انگلیسی: New Divide) یک ترانه از گروه راک آمریکایی لینکین پارک است. این آهنگ به‌طور اختصاصی برای فیلم تغییرشکل‌دهندگان: انتقام شکست‌خوردگان ضبط شده‌است و به عنوان تک آهنگ در ۱۸ می ۲۰۰۹ منتشر شد.
این ترانه از معدود ترانه‌هایی است که به‌طور هم‌زمان به بالای چارتهای مهم "آهنگ های راک امریکا" ، "های راک مدرن" و "بهترین‌های راک جریانی" رسید.
"جدایی نو" اگرچه در هیچ یک از آلبو م‌های رسمی لینکین پارک قرار ندارد اما یکی از ترانه‌هایی است که توانست بهترین رتبه‌ها را درچارتهای مختلف کسب کند مثل رتبه ی #۶ در "بیلبورد: ۱۰۰ برتر امریکا".

## اطلاعات پس زمینه
آنچه من انجام داده ام از لینکین پارک روی قسمت اول این فیلم با عنوان تغییر دهندگان قرار دارد. در ۲۸ مارس ۲۰۰۹ مایک شینودا خبر از همکاری جدید با این فیلم و تهیه ی دوباره موسیقی متن برای قسمت دوم فیلم است.
با انتشار آهنگ نظرات خوبی از سوی منتقدان دریافت شد ، طرفداران ، جذابیت آهنگ را به عنوان موسیقی متن یک فیلم به شدت تحسین کردند. تنها ایرادی که وارد شد شبیه بودن آن به کار قبلی لینکین پارک آنچه من انجام داده ام بود. ویدئوهایی که شباهت این دو کار به یکدیگر را نشان می دهد در یوتیوب منتشر شده‌است.
این ترانه برای تریلر بازی "مدال افتخار E3" نیز استفاده شده‌است.

## موزیک ویدئو
در ۱۴ می ۲۰۰۹ ، مایک شینودا اعلام کرد که در حال ساخت ویدئو برای این آهنگ هستند. موزیک ویدئوی این ترانه به کارگردانی جو هان صحنه‌هایی از فیلم اصلی به همراه اجرای گروه در یکی از لوکیشن‌های فیلم را نشان می‌دهد. این موزیک ویدئو پر است از جلوه‌های ویژه ، مخصوصاً جلوه‌های حرارتی و آتش که در این صحنه‌ها کارکتر زن این فیلم یعنی Mikaela Banes هم در کنار اجرای گروه حضور دارد.
دیو فارل احتمالاً به دلیل اینکه در روزهای اول فیلمبرداری مچ دست او آسیب دید، در صحنه‌های بدون افکت این ویدئو دیده نمی‌شود، اما در قسمت‌های جلوه‌های ویژه حضور دارد.

## جوایز
"جدایی نو" در سال ۲۰۰۹ جایزه ی "Scream Song Of The Year" را از "Scream Awards" در یافت کرد. این اوارد شو جوایزش را به دست اندرکاران فیلم‌های ترسناک و فانتزی اختصاص می دهد .

## رتبه در جدول
| جدول ۲۰۰۷                               | رتبه در جدول |
| --------------------------------------- | ------------ |
| جدول تک‌آهنگ‌های ARIAاسترالیا             | ۳            |
| جدول ۴۰ برتر اتریش                      | ۲            |
| بلژیک (فلاندر)                          | ۵۱           |
| ۱۰۰ برتر کانادا                         | ۳            |
| ۲۰ برتر چک                              | ۱            |
| ۴۰ برتر آلمان                           | ۲۳           |
| ۱۰۰ تک‌آهنگ برتر اروپا                   | ۸            |
| تک آهنگ‌های برتر آلمان                   | ۴            |
| تک‌آهنگ‌های برتر ایتالیا                  | ۱۹           |
| تک‌آهنگ‌های فنلاند                        | ۳            |
| ۱۰۰ برتر ژاپن                           | ۲۲           |
| تک‌آهنگ‌های نیوزیلند                      | ۲            |
| تک‌آهنگ‌های سوئد                          | ۸            |
| تک‌آهنگ‌های انگلستان                      | ۱            |
| بیلبورد ۱۰۰ برتر آمریکا                 | ۶            |
| بیلبورد آمریکا: هات‌ترین آهنگ‌های دیجیتال | ۴            |
| بیلبورد آمریکا: پاپ                     | ۲۶           |
| بیلبورد آمریکا: برترین آهنگ‌های جریانی   | ۱            |
| بیلبورد آمریکا: تراک بالغ برتر          | ۲۱           |
| بیلبورد آمریکا: هات‌ترین آهنگ آلترنیتیو  | ۱            |
| بیلبورد آمریکا: هات‌ترین آهنگ‌های راک     | ۱            |

## جدول آخر سال
| جدول ۲۰۰۹                | رتبه |
| ------------------------ | ---- |
| تک‌آهنگ‌های استرالیا       | ۲۹   |
| تک‌آهنگ‌های آلمان          | ۳۲   |
| تک‌آهنگ‌های نیوزیلند       | ۲۳   |
| تک‌آهنگ‌های سوئیس          | ۳۳   |
| تک‌آهنگ‌های انگلستان       | ۱۴۵  |
| بیلبورد پایان سال امریکا | ۶۱   |

## گواهینامه‌ها
| کشور         | گواهینامه (در آستانه فروش) |
| ------------ | -------------------------- |
| ایالات متحده | ۲× پلاتین                  |
| ژاپن         | طلا                        |
| آلمان        | طلا                        |